# Lepthyphantes sardous
Lepthyphantes sardous este o specie de păianjeni din genul Lepthyphantes, familia Linyphiidae, descrisă de Gozo, 1908. Conform Catalogue of Life specia Lepthyphantes sardous nu are subspecii cunoscute.